# Підкоровик сосновий
Підкоровик сосновий (Aradus cinnamomeus) — комаха з родини підкоровикових (Aradidae).

## Морфологія
Довжина 3,5-4,5 мм. Пристосований до життя під лусками кори, ротовий апарат колюче-сисний та має вигляд щетинок, які втроє довші від тіла. Тіло червонувато-коричневе або кольору соснової кори, плескувате. Личинки червоно-бурі. Є три форми дорослих клопів: довгокрилі самиці, короткокрилі самиці та самці, у яких є лише верхні крила. Здатні літати лише довгокрилі самиці.

## Поширення
Розповсюдження: лісова зона Європи і Крим.

## Екологія
Харчується деревною смолою. Дорослі найбільш активні в спекотні дні. Ранньої весни, коли ще сніг повністю не зійшов, клопи піднімаються по стовбурах сосни з місць зимівлі. Після короткого періоду живлення вони паруються і через 6-10 днів відкладають яйця, які поміщають на внутрішню поверхню лусочок кори. Одна самиця відкладає 16-28 яєць. Фаза яйця триває близько 25 днів. Висока вологість повітря (понад 80 %) спричиняє загибель значної частини яєць. Личинки масово вилуплюються в кінці травня — червні. Живуть вони під лусками кори на стовбурах та гілках. Зимують личинки четвертого віку й дорослі клопи в лісовій підстилці навколо стовбурів. Після зимівлі личинки линяють і переходять у 5-й вік, перетворюючись через місяць у дорослих комах, які приступають до розмноження наступного року (після відкладання яєць гинуть). Довгокрилі самиці після спарювання розлітаються так осередок шкідника розширюється. Генерація дворічна.
Найбільша щільність заселення спостерігається на соснах 10-15 років. Для сосняків після 25 років клопи особливої загрози не становлять.